# Antheua centralis
Antheua centralis är en fjärilsart som beskrevs av Embrik Strand 1912. Antheua centralis ingår i släktet Antheua och familjen tandspinnare. Inga underarter finns listade i Catalogue of Life.